# 오마에곶

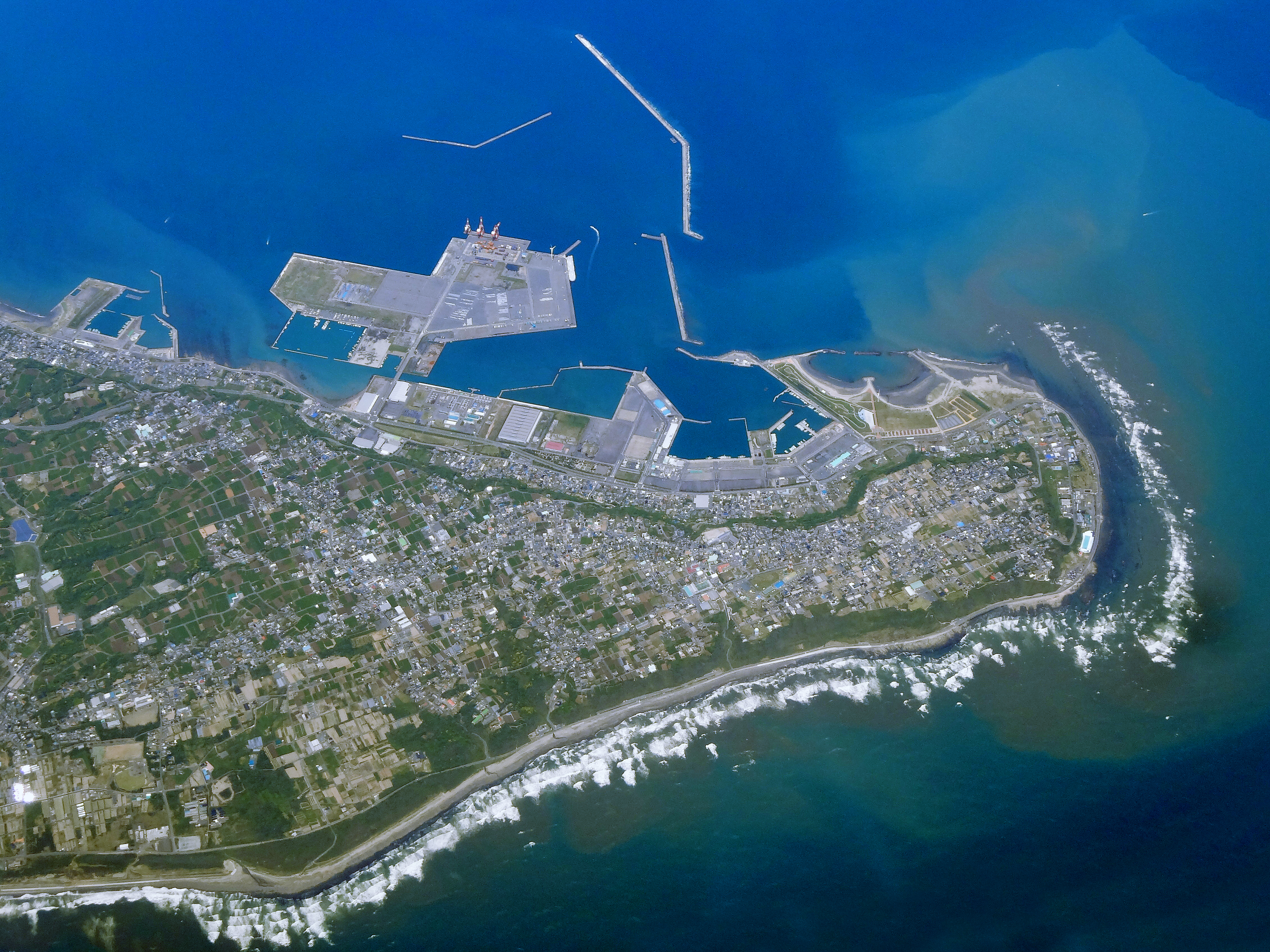
오마에곶

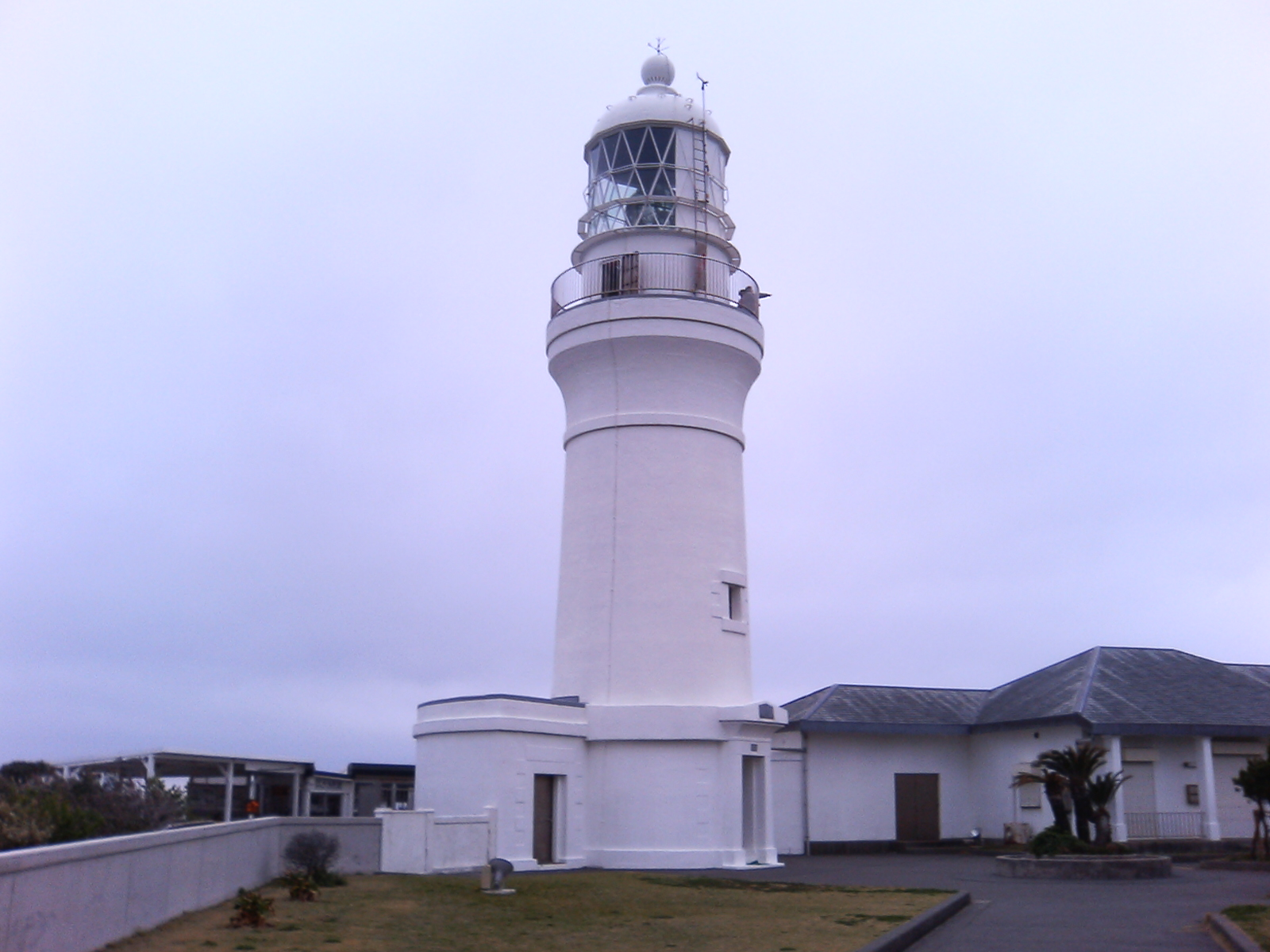
오마에자키 등대

오마에곶(御前崎 오마에자키[*])은 일본 시즈오카현 남부 오마에자키시에 있는 곶이다. 동쪽으로 스루가만, 남쪽으로 엔슈나다와 마주하고 있다. 오래전에는 도토미국의 일부였다. 오마에자키 항구를 중심으로 몇개의 항구가 설치되어 있다. 최남단에는 오마에자키 등대가 세워져 있는데, 영국인 리처드 헨리 브런튼이 설계하여 1874년부터 운영되어왔다.